# تپه اطراف شهر سوخته ۲۶۲
تپه اطراف شهر سوخته ۲۶۲ مربوط به هزاره سوم قبل از میلاد است و در شهرستان زابل، بخش شیب آب، دهستان لوتک، ۱۵/۵ک متری جنوب غرب پایگاه باستان‌شناسی شهر سوخته واقع شده و این اثر در تاریخ ۲۰ اسفند ۱۳۸۵ با شمارهٔ ثبت ۱۸۰۷۰ به‌عنوان یکی از آثار ملی ایران به ثبت رسیده است.